# Валя-Орлей
Валя-Орлей (рум. Valea Orlei) — село у повіті Прахова в Румунії. Входить до складу комуни Буков.
Село розташоване на відстані 59 км на північ від Бухареста, 8 км на північний схід від Плоєшті, 86 км на південний схід від Брашова.

## Населення
За даними перепису населення 2002 року у селі проживали 154 особи, усі — румуни. Усі жителі села рідною мовою назвали румунську.